# 1992 en basket-ball
Chronologie du basket-ball
1991 en basket-ball - 1992 en basket-ball - 1993 en basket-ball
Les faits marquants de l'année 1992 en basket-ball.

## Janvier
- 23 janvier : George Karl (NBA) est rappelé en tant qu'entraineur aux Supersonics de Seattle. Il succède à K.C. Jones.

## Récapitulatifs des principaux vainqueurs de compétitions 1991-1992

### Masculins
| Europe - Allemagne : Leverkusen - British BL : Kingston - Belgique : RC Malines - Bulgarie : BK CSKA Sofia - Croatie: Cibona Zagreb - Espagne : Joventut Badalona - Coupe d'Europe : Real Madrid - Euroligue : KK Partizan Belgrade - France : EB Pau-Orthez - Géorgie : BC Dinamo Tbilissi - Grèce : PAOK Salonique - Hongrie : - - Islande : - - Israël : Maccabi Tel-Aviv - Italie : Benetton Trévise - Coupe Korać : Victoria Libertas Pesaro - Lettonie : ASK Broceni Rīga - Norvège : - - Pays-Bas : BC Den Helder - Pologne : Śląsk Wrocław - Portugal : Benfica - Russie : CSKA Moscou - Slovénie : Union Olimpija - Suède : Södertälje BBK - Suisse : Fribourg Olympic - Tchécoslovaquie : USK Prague - Turquie : Efes Pilsen Istanbul - Ukraine : Budivelnyk Kiev - URSS (CEI) : Spartak Saint-Pétersbourg - Yougoslavie : KK Partizan Belgrade | Amériques - Argentine : Atenas de Córdoba - Brésil : Rio Claro - CBA : La Crosse Catbirds - NBA : Chicago Bulls - NCAA : Duke Blue Devils - Porto Rico : Leones de Ponce - Uruguay : Atlético Cordón - USBL : Miami Tropics - Venezuela : Cocodrilos de Caracas | Afrique, Asie, Océanie - Coupe d'Afrique : Zamalek - Angola : Petro Luanda - Australie : south East Melbourne Magic - Maroc : FUS de Rabat - Nouvelle-Zélande : Canterbury Rams |

### Féminines
| Europe - Allemagne : Lotus München - Belgique : BCSS Namur - Espagne : CB Godella - Euroligue : CB Godella - France : Challes-les-Eaux - Hongrie : - - Italie : SFT Côme - Pays-Bas : BVV Voorburg - Pologne : PZU Polfa Pabianice - Coupe Ronchetti : ASD Vicenza - Russie : CSKA Moscou - Slovénie : Ježica Ljubljana - Suède : Arvika Basket - Tchécoslovaquie : SCP Ružomberok - Turquie : - | Amériques - Argentine : - - Brésil : - - Canada : - - NCAA : Stanford Cardinal | Afrique, Asie, Océanie - Australie : Perth Breakers |

## Récompenses des joueurs enNBA

### Meilleur joueur de la saison régulière  (MVP)
| - Michael Jordan, Chicago Bulls |

### Meilleur joueur de la finale NBA
| - Michael Jordan, Chicago Bulls |

### Concours de Dunk: (Slam Dunk Contest)
| - Cedric Ceballos, Phoenix Suns |

### Concours de 3 points: (Three-point Shootout)
| - Craig Hodges, Chicago Bulls |

## Août
- Du 26 juillet au 8 août : Tournoi olympique de basket-ball qui voie la victoire des Etats-Unis qui envoie pour la première fois des joueurs professionnels issus de la NBA. Cette équipe est surnommée la Dream Team avec des joueurs comme  Michael Jordan, Magic Johnson, Larry Bird, Patrick Ewing ou encore Charles Barkley. Cette équipe domine très largement tous ses adversaires dans le tournoi en  remportant ses huit rencontres avec un écart minimum de 32 points par match (44 en moyenne), et n'oublie pas aussi de faire le spectacle.

## Décembre
- 12 décembre : élection de Yvan Mainini au poste de Président de la Fédération Française de Basket-Ball (FFBB)

## Naissances
- 13 janvier : Valentin Bigote, basketteur français.